# Karel Prager
Karel Prager (* 24. August 1923 in Kroměříž – 31. Mai 2001 in Prag) war ein tschechischer Architekt. Er war einer der wichtigsten Vertreter moderner und brutalistischer Architektur in der Tschechoslowakei. Zu seinen Werken gehören die Nationalversammlung, der moderne Annex des Nationaltheaters (Nova scéna) und die Komerční banka im Prager Stadtteil Smíchov.

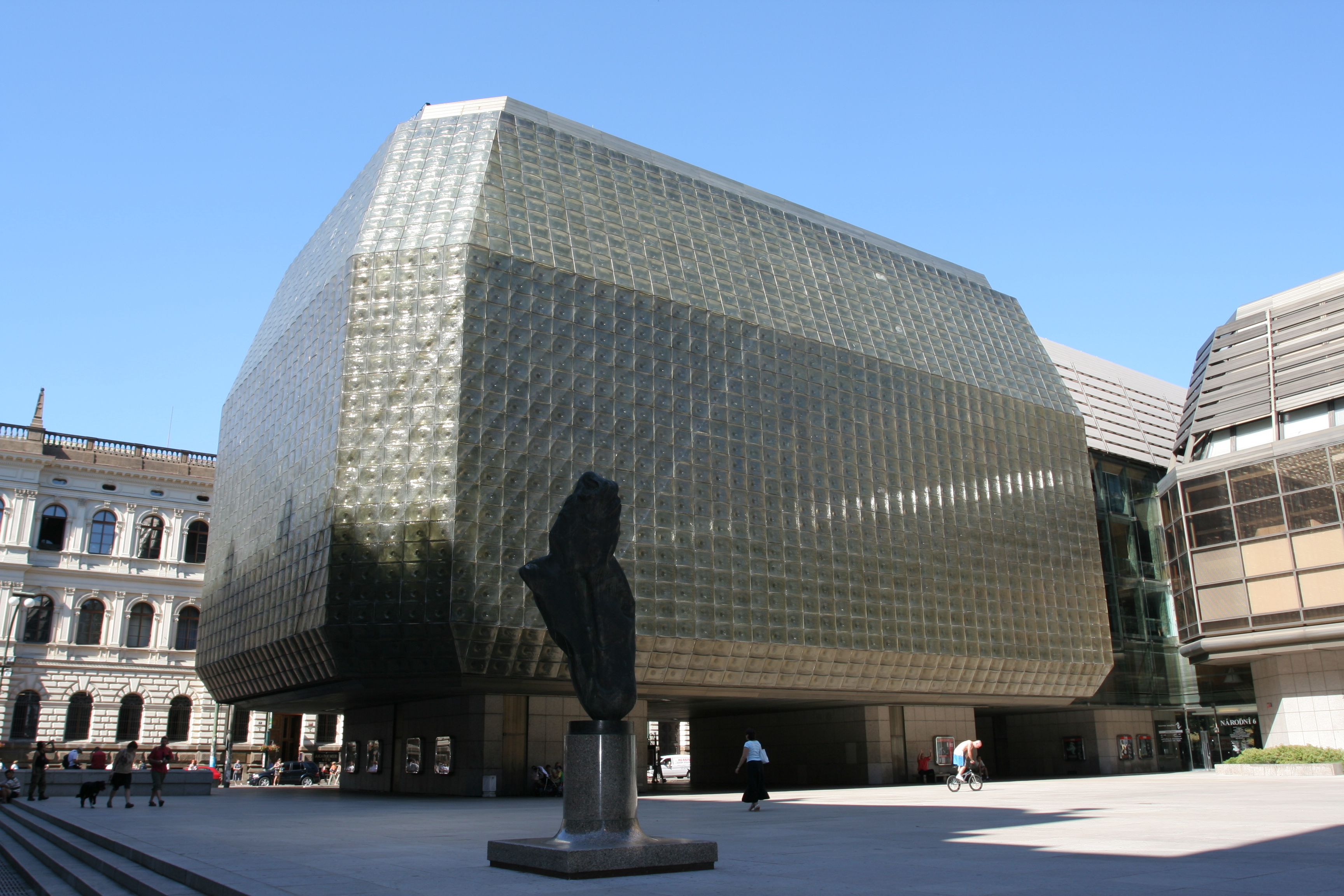
Nova scéna, Annex des Nationaltheaters, Prag
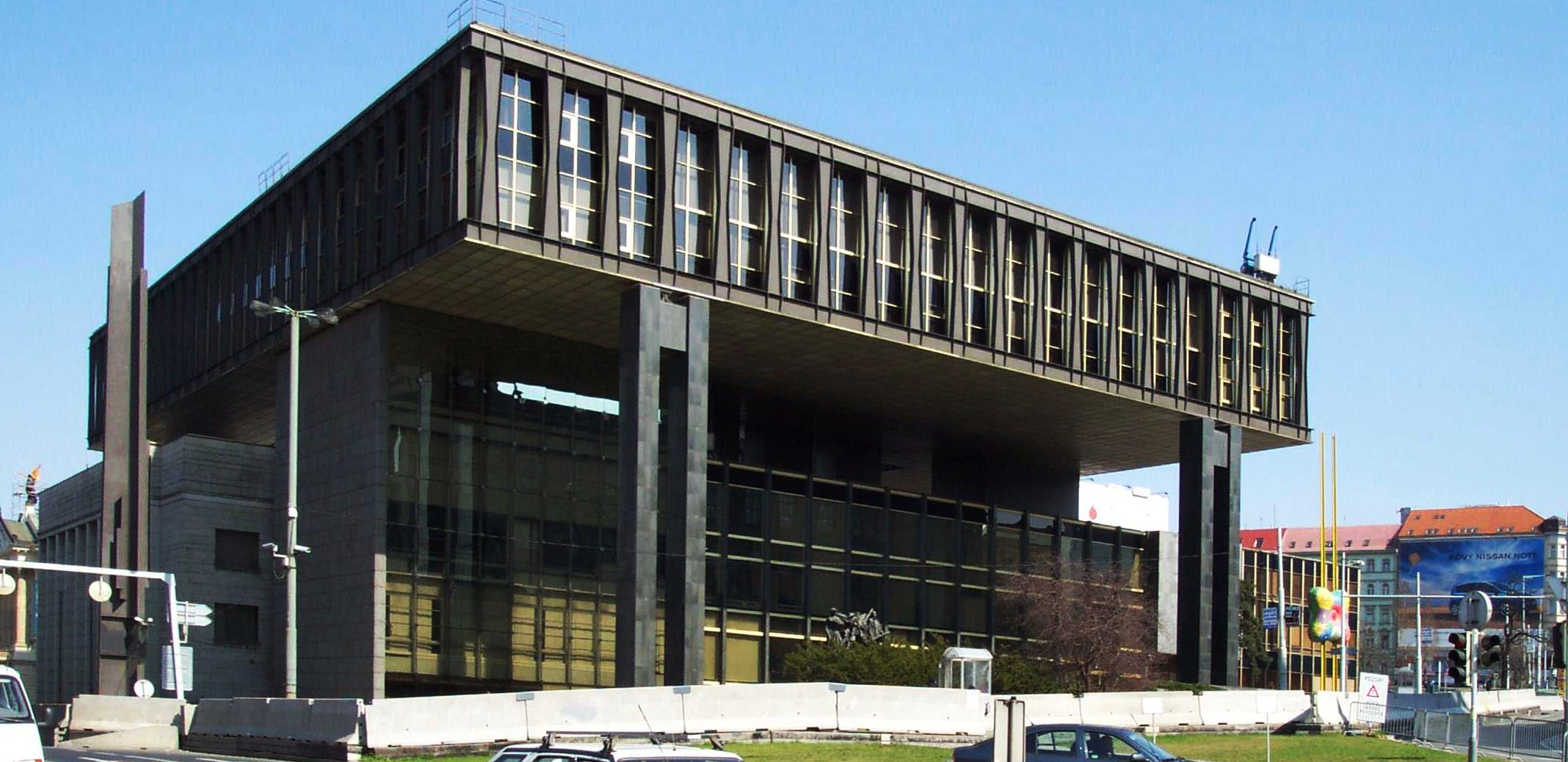
Nationalversammlung, Prag
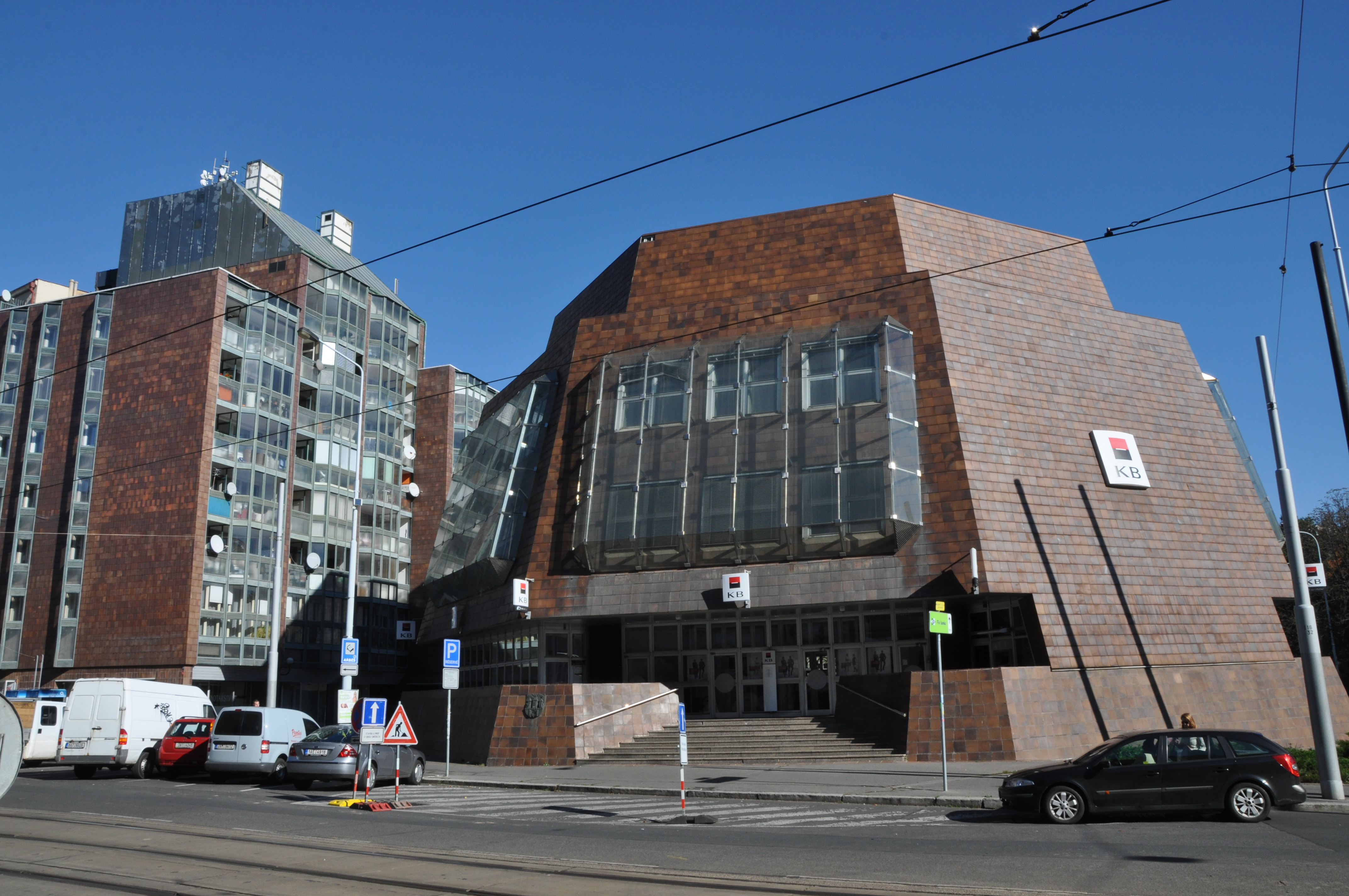
Komerční banka, Prag-Smíchov
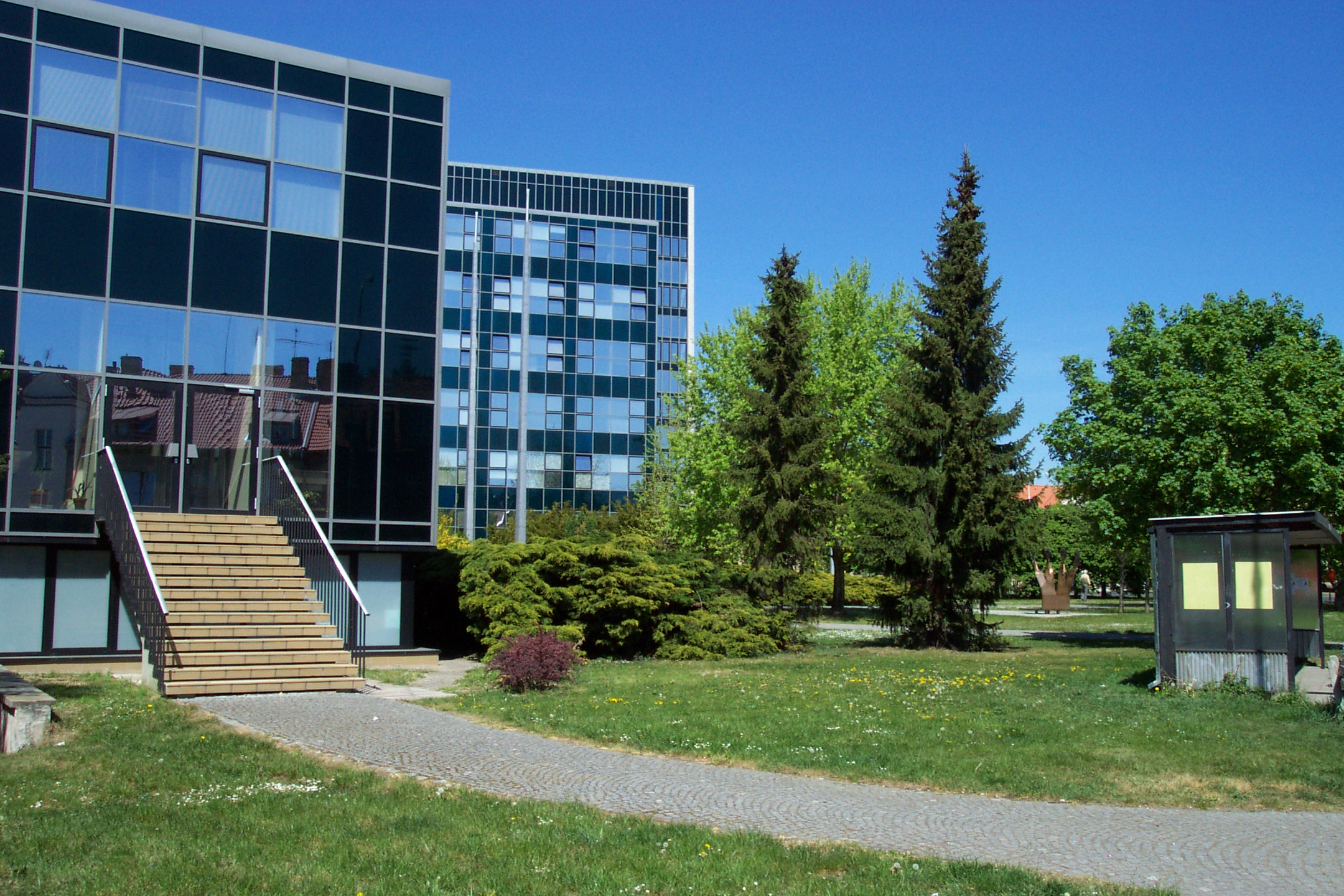
Forschungseinrichtung Petřiny, Prag